# Boronia molloyae
Boronia molloyae là một loài thực vật có hoa trong họ Cửu lý hương. Loài này được J.R.Drumm. mô tả khoa học đầu tiên năm 1843.